# Wasserwerk III (Hanau)

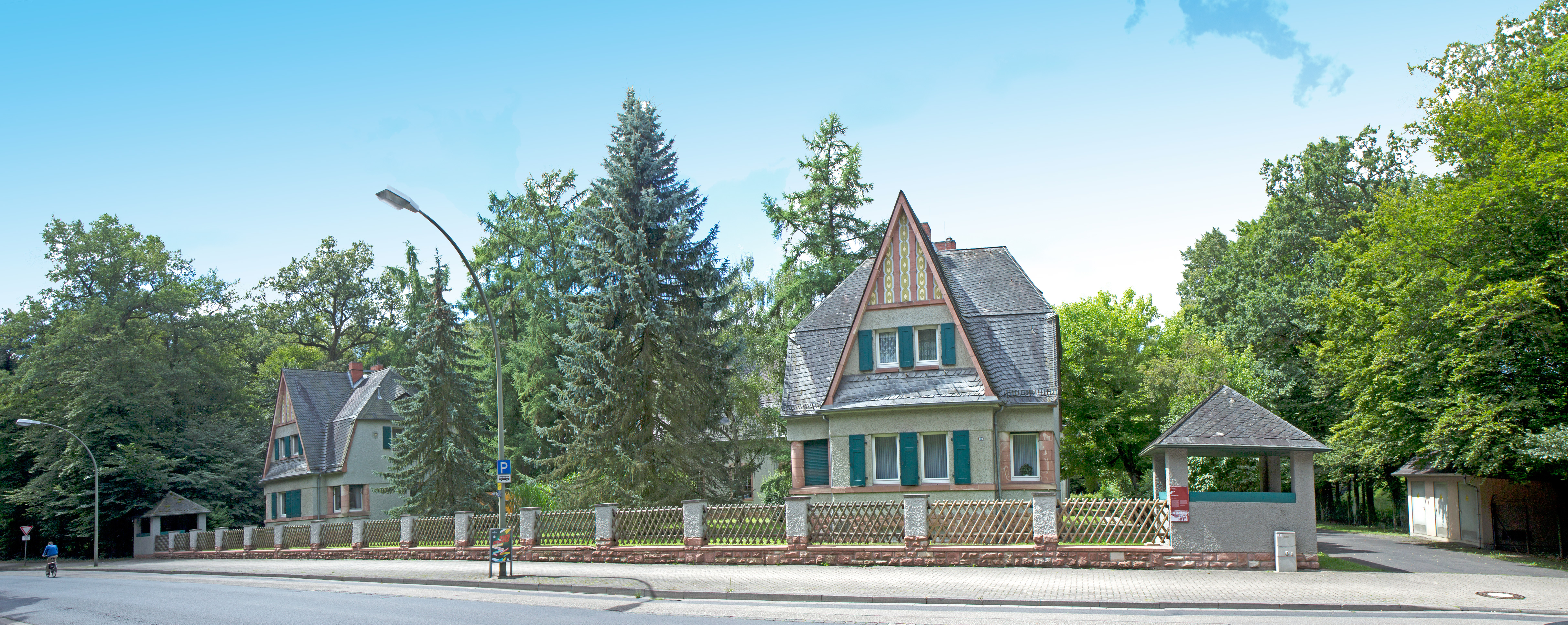
Wasserwerk III an der Burgallee

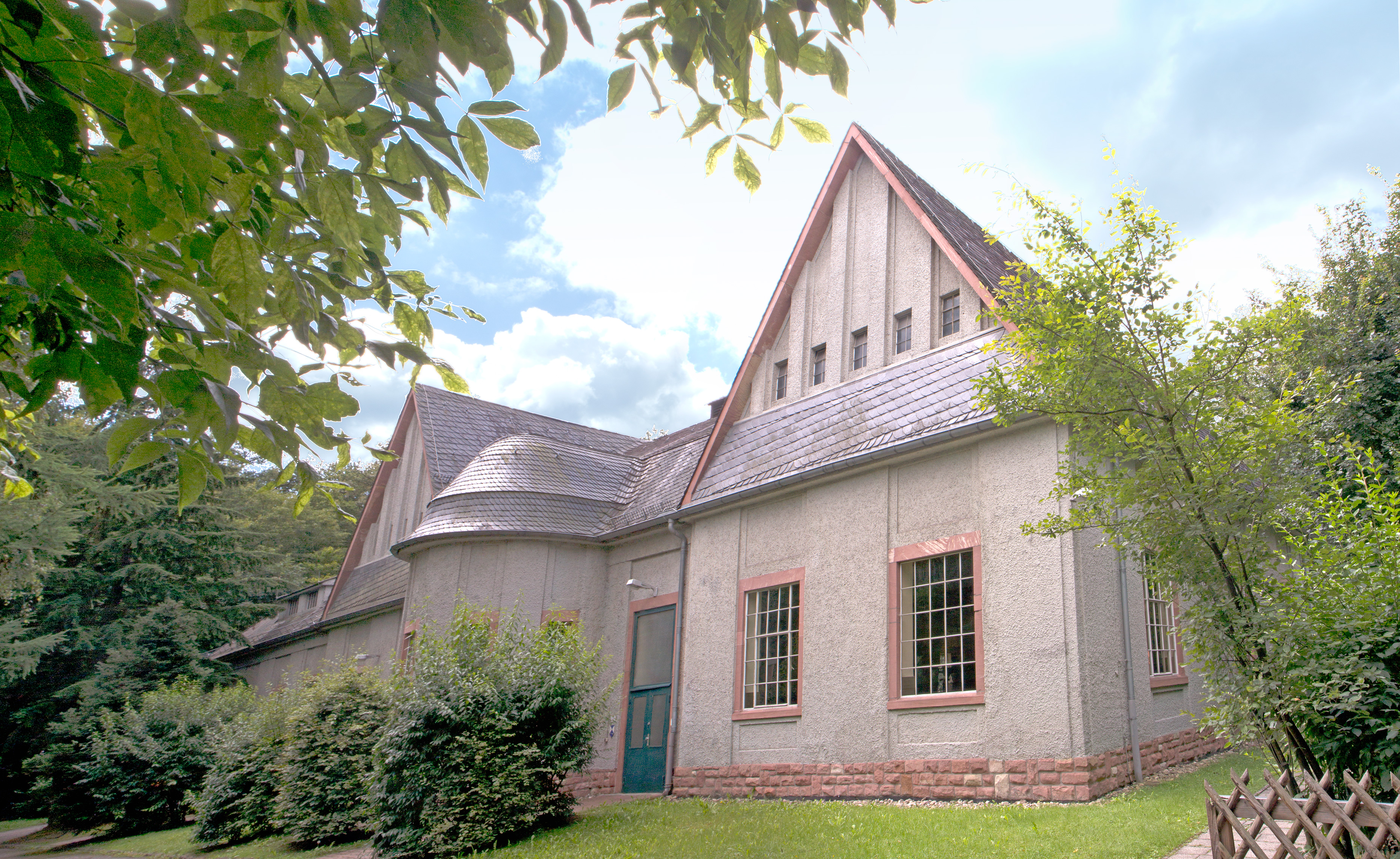
Wasserwerk III – Betriebsgebäude

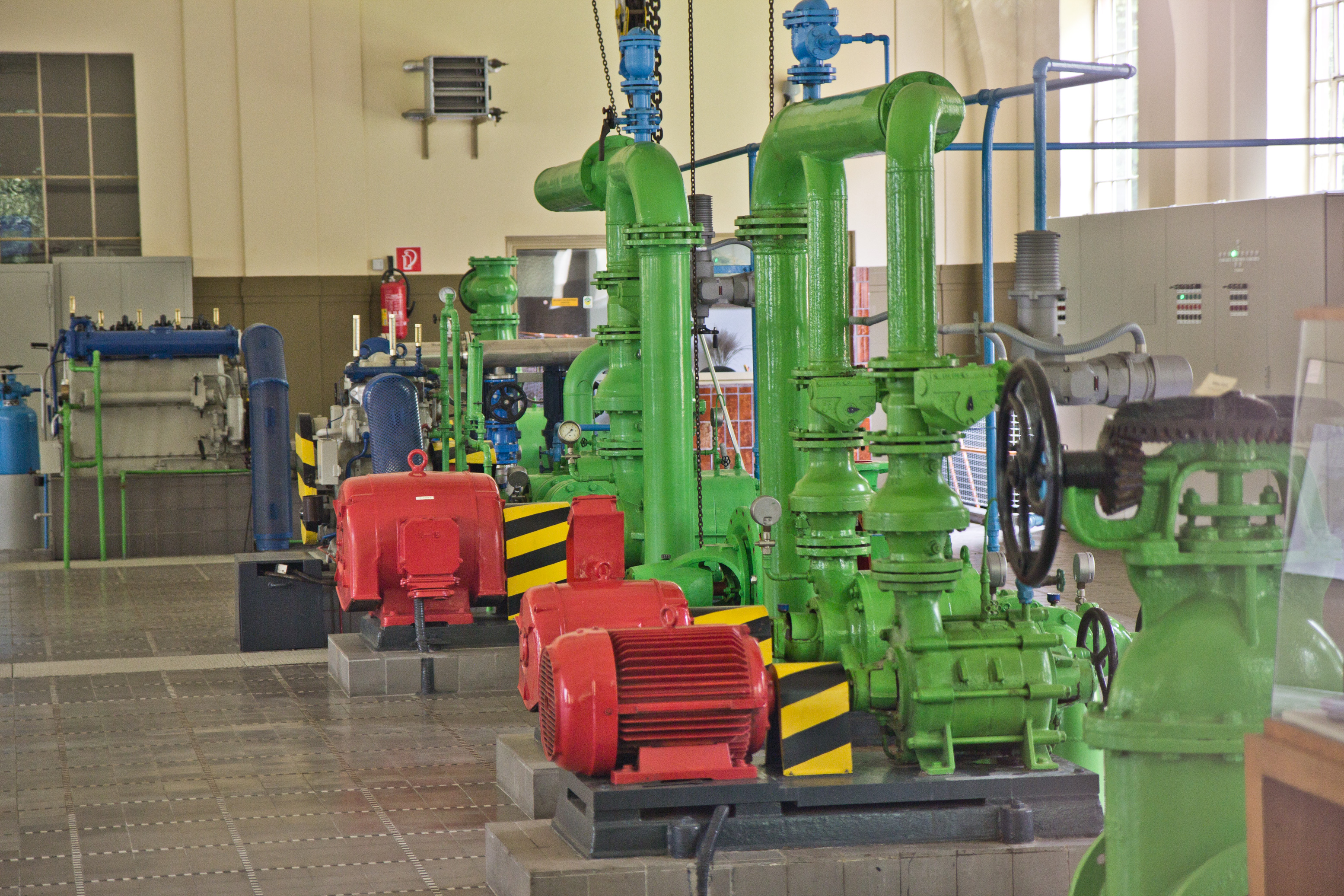
Wasserwerk III – Blick ins Betriebsgebäude

Das Wasserwerk III in Hanau-Kesselstadt wurde 1911–1912 durch den Architekten Jean Bernges erbaut. Es wird von den Hanauer Stadtwerken betrieben.

## Geschichte
Die vormals selbständige Gemeinde Kesselstadt wurde 1907 in die Stadt Hanau eingemeindet. Gleichzeitig wurden zwei Eisenbahnregimenter nach Hanau verlegt. Damit stieg der Wasserverbrauch der Stadt stark an und machte den Bau eines dritten Wasserwerks erforderlich. Eine geeignete Stelle mit ausreichend Grundwasser fand sich im Kesselstädter Wald, an der heutigen Burgallee.

## Bauwerk
Das Ensemble des Wasserwerks III ist eine achsensymmetrische Anlage bestehend aus einem langgestreckten Hauptgebäude, zwei Wohnhäusern und zwei angedeuteten „Wachhäuschen“, die um den Hof gruppiert sind.

## Technik
Das Fassungsvermögen der zwei runden Tiefbehälter aus Eisenbeton beträgt je 2000 Kubikmeter. Weiter existieren 13 schmiedeeiserne Behälter der Filterbrunnen mit einer Tiefe von sechs Metern. Die Anlage reduziert mit mehreren Sauggasmotoren und Transmissionen den hohen Eisengehalt des Wassers.

## Teilnutzung
Im Jahre 2016 wurde die nicht mehr genutzte Kohlehalle Schauplatz einer Ausstellung mit zeitgenössischer Kunst.